# Justin Gatlin
Justin Gatlin (* 10. února 1982 New York) je bývalý americký
atlet, sprinter a bývalý spoludržitel světového rekordu v běhu na 100 metrů společně s jamajským sprinterem Asafou Powellem (čas 9,77 s). Jeho čas byl však anulován (viz níže). Gatlin je také halovým (na 60 m) i venkovním mistrem světa a olympijským vítězem v běhu na 100 m.

## Sportovní kariéra
Do světové sprinterské špičky se dostal na olympiádě v Athénách v roce 2004. Zvítězil zde v běhu na 100 metrů, byl členem stříbrné americké štafety na 4 × 100 metrů a medailovou sbírku zkompletoval třetím místem v běhu na 200 metrů. V následující sezóně se stal v Helsinkách mistrem světa na 100 i 200 metrů. V roce 2013, 2014 a 2015 se stal celkovým vítězem Diamantové ligy v běhu na 100 m.

## Doping
Poprvé měl Justin Gatlin pozitivní dopingový test na amfetamin v roce 2001 na juniorském mistrovství USA, což ho stálo rok bez závodění. Mezinárodní asociace atletických federací (IAAF) mu nakonec ještě v roce 2001 zrušila dvouletý trest, neboť zakázanou látku obsahoval lék, který užíval 10 let. Již tehdy byl varován, že v případě dalšího provinění může přijít doživotní zákaz startu.V dubnu roku 2006 pak byl pozitivně testován na testosteron po štafetovém závodě v Lawrence. Antidopingová agentura případ uzavřela 22. srpna 2006, Gatlinovi byl anulován světový rekord 9,77 s a jeho činnost byla pozastavena na další 4 roky. Jednalo o jeden z největších dopingových skandálů začátku 21. století.

## Návrat
Po vypršení dopingového trestu se Gatlin opět zařadil ke špičkovým světovým sprinterům. Kvůli dominanci Usaina Bolta na něj však většinou "zbyla" stříbrná medaile na světových šampionátech. Výjimku představovalo finále běhu na 100 metrů na mistrovství světa v Londýně v roce 2017, kde Gatlin (i přes nesouhlasné projevy publika) nad Boltem, tehdy končícím svoji profesionální kariéru, zvítězil.
Gatlin se stal nejstarším držitelem titulu mistra světa v běhu na 100 metrů, když jej v roce 2017 v Londýně získal ve věku 35 let a 6 měsíců. Ještě v roce 2019 pak ve svých 37 letech překonal veteránský světový rekord (kategorie nad 35 let) v běhu na 100 metrů časem 9,87 s. a rovněž se stal nejstarším medailistou v běhu na 100 metrů v historii (v katarském Dauhá časem 9,89 s. vybojoval ve věku 37 let a 230 dní stříbrnou medaili). Zároveň na stejném šampionátu získal zlatou medaili ve štafetě na 4 x 100 metrů, a to dokonce v národním rekordu 37,10 s. V roce 2021 zaběhl při americké kvalifikaci na OH v Tokiu ve svých 39 letech skvělý čas 9,98 s., nakonec se ale kvůli zranění do Tokia neprobojoval.
Gatlin svoji bohatou atletickou kariéru ukončil přesně v den svých 40. narozenin, tedy 10. února roku 2022.

## Zajímavost
V roce 2011 se Gatlin zúčastnil natáčení pořadu Kasupe! pro japonskou televizi, kde za pomoci speciálních větráků, vytvářejících extrémně rychlý vítr (přes 25 m/s) vanoucí sprinterovi do zad, překonal neoficiálně rekordní čas Usaina Bolta v běhu na 100 metrů (časem 9,45 sekundy). Tento výkon však samozřejmě nemůže být uznán jako světový rekord, protože byl dosažen za nestandardních podmínek a s nepřiměřenou podporou větru. Za tento výkon a účast v pořadu obdržel v přepočtu zhruba 25 000 amerických dolarů.

## Osobní rekordy
- 60 m – 6,45 s (2003)
- 100 m – 9,74 s (2015)
- 200 m – 19,57 s (2015)